# Даніель Гарріс
Даніель Гарріс (англ. Danielle Harris; народилася 1977) — американська акторка та кінорежисерка. Відома як «королева крику» завдяки ролям у багатьох фільмах жахів, включаючи чотири фільми у франшизі «Хелловін»: Хелловін 4: Повернення Майкла Майєрса (1988) та Хелловін 5: Помста Майкла Майєрса (1989).) як Джеймі Ллойд і Хелловін (2007) і Хелловін II (2009) як Енні Брекетт. Серед інших таких ролей — Тош у «Міській легенді» (1998), Белль у «Землі вампірів» (2010) і Мерібет Данстон у серіалі «Сокира» (2010–17). У 2012 році її ввели до Зали слави Фангорії.
Гарріс почала кар'єру як дитина-акторка, з різноманітними появами на телебаченні та ролями в таких фільмах, як «Приречений на смерть» (1990), «Не кажи мамі, що няня померла» (1991), «Останній бойскаут» (1991), «Звільнити Віллі». (1993) і «Денне світло» (1996). Вона також відома своєю озвучкою, яка включає роль Деббі Торнберрі в повному циклі серіалу Nickelodeon «The Wild Thornberrys» (1998—2004) і у пов'язаних фільмах The Wild Thornberrys Movie (2002) і Rugrats Go Wild (2003).
У 2013 році Гарріс дебютувала як режисерка у фільмі жахів «Серед друзів» після того, як раніше зняла «Медісон» (сегмент у незакінченому фільмі-антології «Витівка») у 2008 році та супутній короткометражний фільм «Земля вампірів» у 2010 році.

## Фільмографія

### Фільми
| Рік  | Назва                                                                                   | Роль               | Примітки                                                                     |
| ---- | --------------------------------------------------------------------------------------- | ------------------ | ---------------------------------------------------------------------------- |
| 1988 | Хелловін 4: Повернення Майкла Маєрса // Halloween 4: The Return of Michael Myers        | Джеймі Ллойд       |                                                                              |
| 1989 | Хелловін 5: Помста Майкла Маєрса // Halloween 5: The Revenge of Michael Myers           | Джеймі Ллойд       |                                                                              |
| 1990 | Приречений на смерть // Marked for Death                                                | Трейсі             |                                                                              |
| 1991 | Міські піжони // City Slickers                                                          | учениця в класі    |                                                                              |
| 1991 | Ні слова мамі про смерть няні // Don't Tell Mom the Babysitter's Dead                   | Мелісса Кранделл   |                                                                              |
| 1991 | Останній бойскаут // The Last Boy Scout                                                 | Даріан Галленбек   |                                                                              |
| 1993 | Звільніть Віллі // Free Willy                                                           | Гвені              |                                                                              |
| 1995 | Хелловін 6: Прокльон Майкла Маєрса // Halloween: The Curse of Michael Myers             | юна Джеймі Ллойд   | Archive footage from Halloween 5 – Producer's Cut only                       |
| 1996 | Спина до спини // Back to Back                                                          | Челсі Мелоун       | Also known as American Yakuza 2                                              |
| 1996 | Денне світло // Daylight                                                                | Ешлі Крайтон       |                                                                              |
| 1996 | Shattered Image                                                                         | Сьюзен             |                                                                              |
| 1998 | Dizzyland                                                                               | Лулу               |                                                                              |
| 1998 | Urban Legend                                                                            | Тош Гуанері        |                                                                              |
| 1999 | Goosed                                                                                  | юна Шарлін Сільвер |                                                                              |
| 2000 | Poor White Trash                                                                        | Сюзі               |                                                                              |
| 2001 | Killer Bud                                                                              | Барбі              | Also known as Totally Irresponsible                                          |
| 2002 | The Wild Thornberrys Movie                                                              | Деббі Торнберрі    | озвучення                                                                    |
| 2003 | Rugrats Go Wild                                                                         | Деббі Торнберрі    | озвучення                                                                    |
| 2004 | Debating Robert Lee                                                                     | Ліз Броннер        |                                                                              |
| 2004 | Em & Me                                                                                 | Емілі Девенпорт    | Also known as Moondance                                                      |
| 2005 | Race You to the Bottom                                                                  | Карла              |                                                                              |
| 2007 | Хелловін // Halloween                                                                   | Енні Брекетт       |                                                                              |
| 2007 | Left for Dead                                                                           | Ненсі              | Also known as Devil's Night                                                  |
| 2008 | Burying the Ex                                                                          | Олівія             | Короткометражний фільм                                                       |
| 2008 | Madison                                                                                 | Сара               | Короткометражний фільм                                                       |
| 2009 | The Black Waters of Echo's Pond                                                         | Кеті               |                                                                              |
| 2009 | Кривава ніч: Легенда про Мері Хатчет // Blood Night: The Legend of Mary Hatchet         | Алісса Джордано    |                                                                              |
| 2009 | Хелловін 2                                                                              | Енні Брекетт       |                                                                              |
| 2009 | Super Capers                                                                            | Феліція Фріз       |                                                                              |
| 2010 | Сайрус: Розум серійного вбивці // Cyrus: Mind of a Serial Killer                        | Марія Санчес       |                                                                              |
| 2010 | Godkiller                                                                               | Halfpipe           | Voice role                                                                   |
| 2010 | Hatchet II                                                                              | Мерібет Данстон    |                                                                              |
| 2010 | Земля вампірів                                                                          | Бель               | Also known as Vampire Nation                                                 |
| 2010 | Underground Entertainment: The Movie                                                    | себе               |                                                                              |
| 2010 | Віллі                                                                                   | N/A                | Stake Land companion short film; director[джерело?]                          |
| 2011 | ChromeSkull: Laid to Rest 2                                                             | Спанн              |                                                                              |
| 2011 | The Trouble with the Truth                                                              | Дженні             |                                                                              |
| 2011 | The Victim                                                                              | Мері               |                                                                              |
| 2012 | Among Friends                                                                           | Джеймі Ллойд       | Uncredited cameo; director[джерело?]                                         |
| 2012 | Fatal Call                                                                              | Емі Ханнісон       | Also known as Call Me on Tuesday                                             |
| 2012 | Shiver                                                                                  | Венді Олден        | За мотивами першого роману Браяна Гарпера                                    |
| 2013 | Hallows' Eve                                                                            | Ніколь Бейтс       |                                                                              |
| 2013 | Hatchet III                                                                             | Мерібет Данстон    |                                                                              |
| 2014 | Camp Dread                                                                              | Донлін Елдрідж     |                                                                              |
| 2014 | Ghost of Goodnight Lane                                                                 | Хлоя               | Also known as The Haunting of Goodnight Lane                                 |
| 2014 | Королеви крику: Викриття героїнь жахів // Scream Queens: Horror Heroines Exposed        | себе               | Документальний фільм увійшов до європейського перевидання « Дня випускного». |
| 2014 | See No Evil 2                                                                           | Емі                |                                                                              |
| 2015 | Ніч живих мерців: Найтемніший світанок // Night of the Living Dead: Darkest Dawn        | Барбара            | озвучування                                                                  |
| 2016 | Havenhurst                                                                              | Даніель Гемптон    | Also known as Resurrection of Evil                                           |
| 2017 | Inoperable                                                                              | Емі Барретт        |                                                                              |
| 2017 | To Hell and Back: The Kane Hodder Story                                                 | себе               | документальний                                                               |
| 2017 | Victor Crowley                                                                          | Мерібет Данстон    |                                                                              |
| 2018 | Camp Cold Brook                                                                         | Анжела             |                                                                              |
| 2018 | Requiem                                                                                 | Наомі              |                                                                              |
| 2018 | Міська спадщина: історія міської легенди // Urban Legacy: The Story Behind Urban Legend | себе               | документальний                                                               |
| 2019 | Between the Darkness                                                                    | Стелла Вудхаус     | Also known as Come, Said the Night                                           |
| 2019 | Одного разу в… Голлівуді // Once Upon a Time in Hollywood                               | «Ангел»            |                                                                              |
| 2020 | Redwood Massacre: Annihilation                                                          | Лаура Демпсі       |                                                                              |
| 2020 | Stay Home                                                                               | себе               | короткомертражний                                                            |
| 2021 | The Host App                                                                            | Саша               |                                                                              |
| 2022 | Dr. Gift                                                                                | Кет                |                                                                              |
| 2023 | Dark Obsession                                                                          | Шарлотта           | також продюсерка                                                             |
| 2023 | Natty Knocks                                                                            | Даян Гендерсон     | також продюсерка                                                             |
| 2024 | Не кажи мамі, що няня померла // Don't Tell Mom the Babysitter's Dead                   | Френкі             | [ 9 ]                                                                        |
| 2024 | Stream                                                                                  | Елейн Кінан        |                                                                              |

### Телебачення
| Рік       | Назва                                      | Роль                              | Примітки                                                    |
| --------- | ------------------------------------------ | --------------------------------- | ----------------------------------------------------------- |
| 1985–1987 | One Life to Live                           | Саманта «Семмі» Гарретсон         |                                                             |
| 1987      | Spenser: For Hire                          | Тара                              | серія: «Thanksgiving»                                       |
| 1991      | Don't Touch My Daughter                    | Дана Хеммінгс                     | телефільм; also known as Nightmare                          |
| 1991      | Eerie, Indiana                             | Мелані Монро                      | серія: «Heart on a Chain»                                   |
| 1991      | Growing Pains                              | Сьюзі Максвелл                    | серія: «The Big Fix»                                        |
| 1991      | In Living Color                            | колишня наркоманка                | серія: «The Jackson Bunch»                                  |
| 1991      | The Killing Mind                           | юна Ізобель Німан                 | телефільм                                                   |
| 1992      | 1775                                       | Еббі Проктор                      | Unsuccessful TV pilot                                       |
| 1992–1993 | Розанна                                    | Моллі Тілден                      | Recurring role (season 5); 7 episodes                       |
| 1993      | Jack's Place                               | Дженніфер                         | серія: «True Love Ways»                                     |
| 1993      | The Woman Who Loved Elvis                  | Прісцилла «Сілла» Джексон         | телефільм; based on Laura Kalpakian's novel Graced Land     |
| 1994      | Boy Meets World                            | Тереза Кейнер                     | серія: «Sister Theresa»                                     |
| 1994      | The Commish                                | Шері Фішер                        | серія: «Romeo and Juliet»                                   |
| 1994      | Roseanne: An Unauthorized Biography        | Джессіка Пентленд                 | телефільм                                                   |
| 1996      | Загадай бажання                            | Гейлі Вітон / Алексія Вітон       | телефільм                                                   |
| 1997      | Швидка допомога                            | Лаура Квентін                     | серії: «Something New», «Friendly Fire»                     |
| 1997      | High Incident                              | Тіффані                           | серія: «Camino High»                                        |
| 1997–1998 | Brooklyn South                             | Віллоу Мортнер                    | серії: «Clown Without Pity», «Tears on My Willow»           |
| 1998      | Усі жінки — відьми                         | Авіва                             | серія: «The Fourth Sister»                                  |
| 1998      | Diagnosis: Murder                          | =Ноель Ендрю                      | серія: «An Education in Murder»                             |
| 1998–2004 | Дика сімейка Тонберів                      | Деббі Торнберрі                   | головна роль, озвучення                                     |
| 1999      | Hostage Hotel                              | Джастін Сінклер                   | телефільм                                                   |
| 2000–2002 | That's Life                                | Плам Вілкінсон                    | Main role                                                   |
| 2001      | The Wild Thornberrys: The Origin of Donnie | Деббі Торнберрі                   | телефільм; озвучення                                        |
| 2002      | Західне крило                              | Кікі                              | серія: «20 Hours in America»                                |
| 2003      | The Partners                               | Лейла                             | телефільм                                                   |
| 2004–2005 | Батько прайду                              | Сієрра                            | озвучення                                                   |
| 2005      | Мертва справа                              | Джина Керролл                     | серія: «Yo, Adrian»                                         |
| 2007      | Route 666: America's Scariest Home Haunts  |                                   | запрошена гостя                                             |
| 2009      | Fear Clinic                                | Сьюзен                            | веб-серія; головна роль                                     |
| 2010      | Ясновидець                                 | Тоня                              | серія: «Feet, Don't Kill Me Now»                            |
| 2011      | Paranormal Challenge                       | Herself / guest judge             | серія: «USS Hornet»                                         |
| 2012      | Ядерна родина                              | Зої                               | телефільм                                                   |
| 2012–2013 | Holliston                                  | себе                              | серії: «Weekend of Horrors», «Halloween Girl»               |
| 2013      | Кістки                                     | Ребекка «Бекка» Пірс              | серія: «The Maiden in the Mushrooms»                        |
| 2013      | Halloween Wars                             | себе                              | запрошена суддя; episode: «Zombie Prom»                     |
| 2013      | Hollywood Death Trip                       | себе                              | спецвипуск; співведуча                                      |
| 2013      | Naked Vegas                                | себе                              | серія: «Paint the Town, Red»                                |
| 2013      | Twisted Tales                              | Сюзен                             | серія: «To Hell with You»                                   |
| 2015      | Робоцип                                    | Деббі Торнберрі / Позитивна свиня | серія: «Zeb and Kevin Erotic Hot Tub Canvas»; голосова роль |
| 2019      | The Boulet Brothers' Dragula               | себе                              | запрошений суддя; episode: «Halloween Haunt»                |
| 2021      | The Conners                                | Моллі Тілден                      | серія: «An Old Dog, New Tricks and a Ticket to Ride»        |
| 2021      | Creepshow                                  | Марні Райтсон                     | серія: «The Things in Oakwood's Past»; voice role           |
| 2024      | Killer Cakes                               | суддя                             | [ 10 ]                                                      |

### Відеоігри
| Рік      | Назва                                  | Роль            | Примітки            |
| -------- | -------------------------------------- | --------------- | ------------------- |
| 2000 рік | The Wild Thornberry: Animal Adventures | Деббі Торнберрі |                     |
| 2000 рік | The Wild Thornberrys: Rambler          | Деббі Торнберрі | Лише версія Windows |
| 2003 рік | Rugrats Go Wild                        | Деббі Торнберрі | Лише версія Windows |

### Музичні кліпи
| Рік      | Виконавець              | Назва                       | Роль           |
| -------- | ----------------------- | --------------------------- | -------------- |
| 2007 рік | Five Finger Death Punch | The Bleeding                | подруга Айвена |
| 2021 рік | Psycho Synner           | «Love You to Pieces»        |                |
| 2021 рік | Psycho Synner           | «Creepy Crawlin' to Getcha» |                |